# Список эпизодов телесериала «Карнавал»
«Карнавал» (англ. Carnivàle) — американский телесериал, созданный Дэниелом Кнауфом, премьера которого состоялась 14 сентября 2003 года на телеканале HBO. Состоит из 2 сезонов по 12 серий. Завершился 27 марта 2005 года.
Основный сюжет

Заставка сериала

Действие происходит во время пыльных бурь середины 1930-х годов в свете двух различных сюжетных линий, постепенно сходящихся в одной точке. Ник Стал играет роль Бена Хокинса, молодого фермера из Оклахомы, который обнаруживает в себе сверхъестественные способности и присоединяется к путешествующему карнавалу, а Клэнси Браун исполнил роль его противника – брата Джастина Кроу, священника, который использует похожие способности для увеличения власти. Изначально планировалось, что «Карнавал» будет состоять из трёх пар сезонов, каждую из которых назвали бы «книгой», и охватывать промежуток времени от 1934 до 1945 годов, но из-за низких рейтингов сериал закрыли после двух сезонов, в которые вошел период с 1934 по 1935 годы. Действие второй книги (третий и четвёртый сезоны) должно было происходить в 1939—1940 годы, а третьей (пятый и шестой сезоны) — в 1944—1945 годы, и должны были подвести к окончанию Второй мировой войны и проведению первых ядерных испытаний.
Каждый сезон открывается монологом Самсона, карлика-руководителя карнавала, в котором даются некоторые объяснения запутанного сюжета сериала и мифологии борьбы добра и зла. Из-за того, что в основном история рассказывается визуально, а диалоги несут в себе мало информации, сериал содержит большое количество подтекста, и подобно читателям книг, зрителям нужно смотреть сериал в правильном порядке, иначе они рискуют испортить впечатление из-за слишком большого или слишком маленького объема информации. Многие критики решили, что события сериала развиваются слишком медленно и сбивают с толку, но при этом сериал хвалили за операторскую работу и воспроизведение исторической действительности середины 1930-х годов. «Карнавал» был высоко оценен кинематографическими ассоциациями и получил большое количество наград и номинаций в технических категориях, в том числе он пятнадцать раз был номинирован на премию «Эмми», хотя выиграл только в пяти случаях.
Остановки путешествующего карнавала по всей территории юго-запада США играют значительную роль в сериале, поскольку многие эпизоды названы по местонахождению Бена и карнавала. Некоторые места, как Аламогордо в Нью-Мексико, имеют историческое значение, а другие являются вымышленными. Только один эпизод назван по местонахождению брата Джастина Кроу — «The River» из первого сезона. Оба сезона «Карнавала» были сняты в Южной Калифорнии, а натурные съёмки — на специальных съёмочных площадках и в Ланкастере. Сюжетная линия брата Джастина из вымышленного города Минтерн в Калифорнии снималась на студии Paramount Movie Ranch в Малибу. Длительная остановка карнавала во втором сезоне была снята на студии Big Sky Movie Ranch, которая также использовалась как вымышленный Нью-Канаан – новый дом брата Джастина Кроу. Павильонные съёмки проходили на студии Santa Clarita Studios.
| Сезон | Сезон | Количество эпизодов | Даты показа              | Даты показа                 | Дата выхода DVD | Дата выхода DVD | Дата выхода DVD | Количество зрителей (млн) |
| Сезон | Сезон | Количество эпизодов | Премьера первого эпизода | Премьера последнего эпизода | Дата выхода DVD | Дата выхода DVD | Дата выхода DVD | Количество зрителей (млн) |
| Сезон | Сезон | Количество эпизодов | Премьера первого эпизода | Премьера последнего эпизода | Регион 1        | Регион 2        | Регион 4        | Количество зрителей (млн) |
| ----- | ----- | ------------------- | ------------------------ | --------------------------- | --------------- | --------------- | --------------- | ------------------------- |
|       | 1     | 12                  | 14 сентября 2003         | 30 ноября 2003              | 7 декабря 2004  | 7 марта 2005    | 11 мая 2005     | 3,54                      |
|       | 2     | 12                  | 9 января 2005            | 27 марта 2005               | 18 июля 2006    | 7 августа 2006  | 4 октября 2006  | 1,7                       |

## Эпизоды

### Первый сезон (2003)
Прежде начала, после великой войны между небом и адом, Бог сотворил Землю и дал господство над ней хитрой обезьяне, которую назвал человеком… И в каждом поколении рождалось Творение Света и Творение Тьмы… И великие воинства сражались под покровом тьмы в вечной войне между добром и злом. Тогда ещё было волшебство. Благородство. И невообразимая жестокость. Так было до того дня, когда ложное солнце взорвалось над Тринити, и человек навсегда променял удивление на рассудок.
Оригинальный текст (англ.)Before the beginning, after the great war between heaven and hell, God created the Earth and gave dominion over it to the crafty ape he called man… and to each generation was born a Creature of Light and a Creature of Darkness… and great armies clashed by night in the ancient war between good and evil. There was magic then. Nobility. And unimaginable cruelty. And so it was until the day that a false sun exploded over Trinity, and man forever traded away wonder for reason.
— Самсон в эпизоде «Milfay»
| № | № эп. | Название                                                       | Режиссёр        | Сценарий                                                       | Местоположение Бена     | Дата премьеры    | Кол-во |
| --- | ----- | -------------------------------------------------------------- | --------------- | -------------------------------------------------------------- | ----------------------- | ---------------- | ------ |
| 1 | 1     | «Milfay» (рус. «Милфэй»)                                       | Родриго Гарсиа  | Дэниел Науф                                                    | Милфэй (Оклахома)       | 14 сентября 2003 | 5,3    |
| Сезон пыльных бурь в Милфэе, штат Оклахома, 1934 год. Бен Хоукинс, юный фермер и сбежавший заключённый, испытывает странные видения. Когда Бен хоронит свою мать, только что умершую от пылевой пневмонии, подъезжает путешествующий карнавал. Полицейский, приехавший на тракторе, собирается снести его дом, тогда карнавал подбирает его и даёт приют. Экстрасенс Лодзь с подозрением относится к снам Бена, но Самсон, руководитель карнавала, спросивший мнение у Начальства, рассказывает о необычном будущем юноши хромому смотрителю чёртова колеса Джонси. Перед отъездом карнавала Бен исцеляет девочку, чьи ноги парализованы, при этом стремительно желтеет трава на близлежащем поле. · Минтерн, штат Калифорния[а]. Проповедник в маленьком городке брат Джастин Кроу заставляет прихожанку из Оклахомы плевать монетами после того, как та украла у церкви. У него те же сны, что и у Бена. Когда проповедник подходит к местному китайскому заведению «У Чина», увиденному во сне, у него появляется видение, отличное от общих с Беном, в котором на брата Джастина идёт кровавый дождь, а на неоновой вывеске появляется крест. Награды и номинации: - Две награды «Эмми» — за «Лучшую работу художника-постановщика в снятом одной камерой сериале» и «Лучший дизайн костюмов в сериале» - Награда «VES Award» за «Лучшие специальные эффекты в телевизионной программе, музыкальном клипе или коммерции» и номинация за «Лучшие визуальные эффекты в телесериале» |       |                                                                |                 |                                                                |                         |                  |        |
| |       |                                                                |                 |                                                                |                         |                  |        |
| 2 | 2     | «After the Ball Is Over» (рус. «После окончания бала»)         | Джереми Подесва | Дэниел Науф и Рональд Д. Мур                                   | N/A                     | 21 сентября 2003 | 3,49   |
| Бен постепенно вникает в новый для себя образ жизни рабочего карнавала. Джонси, руководящий рабочими, отправляет его убраться в таинственном багажном фургоне, где Бен находит фотографию своей матери с надписью «H.S. and FLO» (рус. «Г.С. и ФЛО») на обороте. Он показывает снимок заклинательнице змей Руфи, и она узнаёт на фото Флору, возлюбленную Генри Скаддера, а затем даёт Бену фотографию самого Скаддера, который раньше работал в карнавале, откусывая на сцене головы живым курицам. Бен понимает, что именно этот человек являлся ему во снах. · Брату Джастину снится тот же загадочный сон, что и Бену, в котором они оба видят обедающих вместе солдата и Генри Скаддера, а официантка говорит фразу «every Prophet [is] in his House» (рус. «каждый пророк в доме своём»). Джастин хочет открыть ещё одну церковь для переселенцев в заведении «У Чина» и просит владельца, Кэрола Темплтона, пожертвовать здание церкви. Темплтон отказывается до тех пор, пока брат Джастин не показывает мужчине истинную природу его грехов. Награды и номинации: - Награда «Эмми» за «Лучшее парикмахерское искусство в сериале» |       |                                                                |                 |                                                                |                         |                  |        |
| |       |                                                                |                 |                                                                |                         |                  |        |
| 3 | 3     | «Tipton» (рус. «Типтон»)                                       | Родриго Гарсиа  | Сюжет: Генри Бромелл Телесценарий: Генри Бромелл и Дэниел Науф | Типтон (Миссури)        | 28 сентября 2003 | 3,57   |
| Шериф Типтона запрещает карнавалу выступать в его городе, но после того как местные жители узнают в Бене человека, исцелившего маленькую девочку, Самсон с помощью местной церкви проводит религиозное выступление, представляя Бена как знаменитого Преподобного Бенджамина Сент-Джона. Во время выступления Бен определяет местонахождение пожилой женщины под именем Ребекка Донован, матери шерифа, а приехав к ней, он видит овощные тележки, очень похожие на телегу с фото, найденного в багажном трейлере. Ребекка указывает на поразительное сходство Бена с Генри Скаддером и делает таинственные заявления о его сверхъестественных способностях. Перед самой смертью она просит Бена не исцелять её и говорит, что Скаддер идёт в Вавилон. Самсон рассказывает Джонси, что получил приказ Начальства остановиться в Вавилоне. · Брат Джастин превращает заведение «У Чина» в миссию и сиротский приют, но Вэл Темплтон, племянник Кэрола, предупреждает его о скором сносе здания. |       |                                                                |                 |                                                                |                         |                  |        |
| |       |                                                                |                 |                                                                |                         |                  |        |
| 4 | 4     | «Black Blizzard» (рус. «Зловещая буря»)                        | Питер Медак     | Уильям Шмидт                                                   | N/A                     | 5 октября 2003   | 2,87   |
| Пока некоторые работники карнавала не одобряют следующий пункт путешествия, Вавилон, Лодзь берёт в поездку Бена, чтобы испытать его способности. Наступает пыльная буря, но пока Джонси проверяет распоряжения Начальства, он обнаруживает свой трейлер пустым. · Брат Джастин узнаёт от своего наставника Нормана, что должен либо подчиниться требованиям церкви и передать право владения заведением «У Чина» кому-то ещё, либо подвергнуться дисплинарным взысканиям. Джастин срывает злобу на своей сестре Айрис, но когда здание «У Чина» сгорает дотла при загадочных обстоятельствах, волнение заставляет его переменить своё мнение. Награды и номинации: - Награда «VES Award» за «Лучшие специальные эффекты для визуальных эффектов в телевизионной программе, музыкальном клипе или коммерции» |       |                                                                |                 |                                                                |                         |                  |        |
| |       |                                                                |                 |                                                                |                         |                  |        |
| 5 | 5     | «Babylon» (рус. «Вавилон»)                                     | Тим Хантер      | Дон Прествич и Николь Йоркин                                   | Вавилон (Техас)[б]      | 12 октября 2003  | 3,31   |
| Карнавал останавливается в Вавилоне, и Самсон зовёт работников на вечеринку в город-призрак. Слишком много выпив, Бен просыпается в заброшенной шахте и видит на стене надпись «AVATAR» (рус. воплощение). Софи, гадалка по картам Таро, слышит от своей парализованной матери имя Скаддера. Ночь в карнавале заканчивается трагической смертью. · Брат Джастин молится за детей, погибших в пожаре. Награды и номинации: - Номинация «Эмми» за «Лучший визаж в сериале» |       |                                                                |                 |                                                                |                         |                  |        |
| |       |                                                                |                 |                                                                |                         |                  |        |
| 6 | 6     | «Pick a Number» (рус. «Загадай число»)                         | Родриго Гарсиа  | Рональд Д. Мур                                                 | Вавилон (Техас)[б]      | 19 октября 2003  | 3,40   |
| По-прежнему оставаясь в шахте, Бен испытывает видения о Скаддере, Лодзе и русском солдате на войне. Лодзь заставляет Бена рассказать ему о своих снах. После смерти, произошедшей предыдущей ночью, Джонси обвиняет Самсона в том, что тот обманывает всех относительно существования Начальства, а Бен принимает участие в «цирковом суде». После того, как Самсон узнаёт о прошлом Скаддера в Вавилоне, карнавал решает двигаться на юг. · Брат Джастин умоляет Бога дать ответы о пожаре в миссии и получает знак идти в пустыню. Там, присоединившись к незнакомцам у костра, он говорит им, что потерял своего Бога, и невольно знакомится с лос-анджелесским радиорепортёром Томми Доланом. Награды и номинации: - Награда «Эмми» за «Лучшую операторскую работу в снятом одной камерой сериале» |       |                                                                |                 |                                                                |                         |                  |        |
| |       |                                                                |                 |                                                                |                         |                  |        |
| 7 | 7     | «The River» (рус. «Река»)                                      | Элисон Маклин   | Тони Графия                                                    | Техас                   | 26 октября 2003  | 3,90   |
| Бен узнаёт о прошлом Скаддера и Руфи и случайно в драке ранит её сына Гэбриела. Чтобы исправиться, он исцеляет Гэбриела в озере, убив всю рыбу. Оратор стриптиз-шоу Дрейфусс оплакивает свою дочь, в то время как дружба между его второй дочерью Либби и гадалкой Софи углубляется. · После попытки самоубийства на мосту брат Джастин знакомится с двумя детьми, выходцами из России, Алексеем и Ириной. В то же время Томми Долан приезжает к Айрис и предлагает рассказать общественности о загадочных обстоятельствах пожара в миссии. После того, как он обманывает на радио в интервью в прямом эфире члена городского совета Вэла Темплтона, Долан узнаёт о детстве Айрис. Когда-то она с братом эмигрировали из России и оказались единственными выжившими в железнодорожной катастрофе. |       |                                                                |                 |                                                                |                         |                  |        |
| |       |                                                                |                 |                                                                |                         |                  |        |
| 8 | 8     | «Lonnigan, Texas» (рус. «Лонниган, Техас»)                     | Скотт Уинант    | Дэниел Науф                                                    | Лонниган (Техас)        | 2 ноября 2003    | 2,96   |
| Бен видит сны о Джастине и серьёзно раненом русском солдате. На следующее утро он должен выполнить поручение Самсона и встречается с Боффо — человеком, занимающимся поиском цирковых уродцев. Когда они пожимают друг другу руки, Бен дотрагивается до кольца Боффо, которое вызывает у него многочисленные видения о рыцарях-тамплиерах. Бен теряет голову и уезжает вместе с кольцом, но он должен вернуть его Боффо в карнавале. У Самсона есть медаль с таким же символом, что и на кольце, на обратной стороне которой выгравированы инициалы «Г. С.». Когда Самсон идёт к Начальству, в трейлере он видит Лодзя, говорящего о Скаддере, который прогоняет его. Так как отношения между Софи и Джонси зашли в тупик, жена Стампи Рита Сью предлагает ему получить сексуальную разрядку. · Брат Джастин попадает в психиатрическую больницу и говорит врачам, что он — «левая рука Бога» и что «Его воля способна обнажить человеческую природу». Вызывая галлюцинации, он испытывает свои способности на пациентах в больнице. |       |                                                                |                 |                                                                |                         |                  |        |
| |       |                                                                |                 |                                                                |                         |                  |        |
| 9 | 9     | «Insomnia» (рус. «Бессонница»)                                 | Джек Бендер     | Уильям Шмидт                                                   | N/A                     | 9 ноября 2003    | 3,41   |
| Чтобы увеличить выручку карнавала, Самсон организовывает фаер-шоу. Бен пытается отогнать страдания, получаемые от снов, не ложась спать. Он продолжает отказываться от просьб Лодзя слушать свои сны и обучаться. Самсон вручает Бену медаль, говоря, что та принадлежит ему по праву как сыну Скаддера. Значение медали становится ясным, когда Лодзь, дотронувшись до неё, испытывает такие же сильные видения, как и Бен, дотронувшись до кольца Боффо. Когда Софи получает видение о том, что её мать была изнасилована человеком с татуировками, она рассказывает об этом Джонси и Самсону. · Айрис, всё ещё разыскивающая Джастина, принимает участие в шоу Долана на радио, но отвергает его романтические порывы. Брата Джастина выпускают из психиатрической больницы. |       |                                                                |                 |                                                                |                         |                  |        |
| |       |                                                                |                 |                                                                |                         |                  |        |
| 10 | 10    | «Hot and Bothered» (рус. «Возбуждённый и растревоженный»)      | Джереми Подесва | Дон Прествич и Николь Йоркин                                   | Лавинг (Нью-Мексико)[в] | 16 ноября 2003   | 3,19   |
| От недостатка сна у Бена видения начинают появляться днём, и в них по-прежнему фигурирует татуированный человек. Тогда он едет с Самсоном в Лавинг, где оба надеются найти подсказки у местного братства, которое избрало своим символом то же, что изображено на подвеске Скаддера. Старший из тамплиеров отказывается им помогать, и Бен пропускает важную подсказку, изображённую на стене. Тем временем, тамплиер рассказывает Софи о том, что «каждый пророк в доме своём». Ночью Лодзь проникает в сны Бена, а затем сообщает Начальству, что Скаддер является ему на кукурузном поле. · Брат Джастин возвращается в Минтерн и просит Айрис рассказать об утраченных моментах своего детства. На следующей церковной службе Томми Долан подходит к брату и сестре Кроу и становится свидетелем того, как Джастин рассказывает прихожанам о своём тёмном прошлом. Увидев, как крестильная вода превращается на лбу Джастина в кровь, Норман начинает подозревать своего подопечного. |       |                                                                |                 |                                                                |                         |                  |        |
| |       |                                                                |                 |                                                                |                         |                  |        |
| 11 | 11    | «Day of the Dead» (рус. «День мёртвых»)                        | Джон Паттерсон  | Тони Графия                                                    | Лавинг (Нью-Мексико)[в] | 23 ноября 2003   | 2,56   |
| В то время, как у Бена продолжаются мрачные видения о Джастине и Скаддере, Софи узнаёт об отношениях между Джонси и Ритой Сью. Лодзь устраивает смерть Руфи с благословения Начальства, и Бен обнаруживает, что не в состоянии оживить её. · Полиция публикует официальный отчёт о пожаре в миссии, и Айрис вынуждена признаться в своей вине Джастину. |       |                                                                |                 |                                                                |                         |                  |        |
| |       |                                                                |                 |                                                                |                         |                  |        |
| 12 | 12    | «The Day That Was the Day» (рус. «День, когда случилось чудо») | Родриго Гарсиа  | Рональд Д. Мур                                                 | Лавинг (Нью-Мексико)[в] | 30 ноября 2003   | 3,52   |
| Софи строит план мести Джонси и Либби, а Лодзь узнаёт тревожные новости от Аполлонии, её матери. Бен обращается к Лодзю с просьбой помочь воскресить Рути и впервые встречается с Начальством. Через несколько часов он понимает, что бессилен следовать советам Начальства, и собирается покончить с собой, но видение о Скаддере даёт ему понять о том, что он — Воплощение и должен сделать свой выбор. Когда становится ясно, что причиной смерти Рути был Лодзь, Бен убивает его, тем самым воскрешая её. В то же время Аполлония поджигает трейлер, подвергая опасности жизни Софи, Джонси и свою собственную. · Брат Джастин хочет показать Норману, что все люди — грешники, но серьёзно беспокоится, когда самым страшным грехом Нормана оказывается то, что священник защитил Джастина, когда тот был ребёнком. Сделка с Томми Доланом даёт Джастину возможность в первый раз выступить на радио. |       |                                                                |                 |                                                                |                         |                  |        |
| |       |                                                                |                 |                                                                |                         |                  |        |

### Второй сезон (2005)
После окончания перебранки, которую человек глупо назвал войной во имя прекращения всех войн, нечистый попытался избежать своей судьбы… решил жить, как простой смертный. Он бежал за океан, в империю под названием Америка… но от одного лишь его присутствия раковая опухоль растлила дух этой страны. Людей сделали немыми глупцы, которые говорили много слов, но не сказали ничего… для которых подавление и трусость были добродетелями… а свобода — бесстыдством. В этой безнадёжной тьме Пророк преследовал своего врага… пока, обессиленный от ран, не обратился к следующему в извечной череде носителей света. Так судьба человечества стала покоиться на некрепких плечах самого непутёвого из спасителей.
Оригинальный текст (англ.)On the heels of the skirmish Man foolishly called the war to end all wars, the Dark One sought to elude his destiny… live as a mortal. So he fled across the ocean, to an empire called America… but by his mere presence, a cancer corrupted the spirit of the land. People were rendered mute by fools who spoke many words, but said nothing… for whom oppression and cowardice were virtues… and freedom, an obscenity. Into this new land, the Prophet stalked his enemy… until, diminished by his wounds, he turned to the next in the ancient line of light. And so it was that the fate of all mankind came to rest on the trembling shoulders of the most reluctant of saviors.
— Самсон в эпизоде «Los Moscos»
| № | № эп. | Название                                                         | Режиссёр        | Сценарий                                                             | Местоположение Бена              | Дата премьеры   | Кол-во |
| --- | ----- | ---------------------------------------------------------------- | --------------- | -------------------------------------------------------------------- | -------------------------------- | --------------- | ------ |
| 13 | 1     | «Los Moscos[в]» (рус. «Лос-Москос»)                              | Джереми Подесва | Дэниел Науф                                                          | Лавинг (Нью-Мексико)[в]          | 9 января 2005   | 1,81   |
| Показав Бену взрыв в пустыне, принёсшие внушительные разрушения, Начальство раскрывает своё имя — Лусиус Беляков, русский солдат из видений Бена. Он говорит Бену найти Генри Скаддера, чтобы узнать имя своего врага — проповедника из своих видений. Самсон соглашается помочь и получает первое задание — избавиться от тела Лодзя. Джонси и Софи — единственные выжившие после пожара в трейлере. Самсон представляет обожжённое тело Аполлонии полиции, утверждая, что беглый Бен погиб в огне. Между тем, украшение Скаддера подсказывает Бену снова поехать в братство тамплиеров в Лавинге, где он узнаёт, что Скаддер когда-то виделся с капелланом Девином Керриганом. После их встречи в 1923 году Керриган, по-видимому, сошёл с ума и начал рисовать на стенах в братстве татуированного человека, а в данный момент он официально находится в Аламогордо. · Джастин приходит к Норману, который после инсульта не может говорить. По пути домой Джастин видит старое дерево из своих видений про татуированного человека и Привратника, и у его подножия он говорит: «Здесь будет мой Новый Ханаан»[а]. На радиостудии Долана брат Джастин встречается с Уилфредом Талботом Смитом, который предсказывает, что он станет Пророком и Привратником, когда убьёт человека по имени Генри Скаддер. Затем Смит отдаёт ему Евангелие от Матвея, книгу тамплиеров, которая принадлежала Скаддеру. В тюрьме Варлин Страуд слышит речь Джастин по радио в «Церкви радиоэфира». |       |                                                                  |                 |                                                                      |                                  |                 |        |
| |       |                                                                  |                 |                                                                      |                                  |                 |        |
| 14 | 2     | «Alamogordo, NM» (рус. «Аламогордо, Нью-Мексико»)                | Джек Бендер     | Уильям Шмидт                                                         | Аламогордо (Нью-Мексико)[г]      | 16 января 2005  | N/A    |
| Бен приходит к Керригану и видит, что вся его комната обвешана изображениями татуированного человека, а сам священник постоянно повторяет мантру о старухе. На обратном пути Бен видит пустыню из своего видения и подбирает на дороге ничего не замечающую вокруг Софи, при этом он снова видит татуированного человека. Новым домом девушки становится трейлер Лодзя, но у его бывшей любовницы Лилы возникают всё большие подозрения по поводу внезапного исчезновения прорицателя. Получив стихотворение и один из рисунков Керригана, Начальство сообщает Бену о тесной взаимосвязи татуированного человека и Привратника и о необходимости найти старушку в городе Ингрэме, штат Техас. · Варлин Страуд, «архангел во плоти» брата Джастина, бежит из тюрьмы и пускается в путь на поиски Генри Скаддера. Сначала он приезжает на ферму Хоукинса, а затем отправляется в Типтон. Убив шерифа, он находит письмо Скаддера из Вавилона Ребекке Донован, датированное 1921 годом. · В то время, как брат Джастин закладывает свой Иерихонский храм возле старого дерева, Долан собирает информацию об Айрис и пожаре в миссии. Джастин делает татуировку в виде дерева на спине и груди. Награды и номинации: - Номинация «Эмми» за «Лучший визаж в сериале» |       |                                                                  |                 |                                                                      |                                  |                 |        |
| |       |                                                                  |                 |                                                                      |                                  |                 |        |
| 15 | 3     | «Ingram, TX» (рус. «Ингрэм, Техас»)                              | Джон Паттерсон  | Джон Дж. Маклафлин                                                   | Ингрэм (Техас)                   | 23 января 2005  | N/A    |
| Софи отказывается работать гадалкой и находит утешение в физическом труде. Проблемы с деньгами заставляют больше работать семью Дрейфуссов. Бен берёт грузовик, чтобы продолжить поиски старухи, но теряет дорогу в лесу и встречается с местными жителями, которые истязают его и собираются похоронить заживо, но медальон Скаддера спасает его от смерти. · Страуд приезжает в Вавилон и узнаёт, что Скаддер был единственным выжившим после обвала шахты в 1921 году. · В то время, как всё больше и больше людей идут в Иерихонский храм, Джастин совращает новую горничную прямо рядом с Норманом, которого перевезли в новый дом Кроу. |       |                                                                  |                 |                                                                      |                                  |                 |        |
| |       |                                                                  |                 |                                                                      |                                  |                 |        |
| 16 | 4     | «Old Cherry Blossom Road» (рус. «Старые девы расцветают в пути») | Стив Шилл       | Дон Прествич и Николь Йоркин                                         | Ингрэм (Техас)                   | 30 января 2005  | N/A    |
| Местные приводят Бена к Эмме «Старухе» Крон, матери Скаддера и его и их бабушке. Бен не только узнаёт многое о судьбе своих родных, но и находит посмертную маску своего отца. Перед уходом Бена Эмма даёт ему необычный нож и говорит, что он понадобится там, куда идёт Бен и «где собака и волк воют на луну». В то же время Джонси жалеет Софи как единственную девушку среди цирковых рабочих, но не может избежать внимания Риты Сью к его возросшей привязанности к Либби. Рути несколько раз видит фигуру в чёрном и чувствует запах дыма, когда больше никто его не чувствует. · После посещения братства тамплиеров в Лавинге Страуд узнаёт о том, что мальчик и карлик наводили справки о Скаддере. · Долан предъявляет Джастину доказательства вины Айрис, но проповедника они не убеждают. В доме Кроу появляется новая горничная. Награды и номинации: - Номинация «Эмми» за «Лучшую работу художника-постановщика в снятом одной камерой сериале» |       |                                                                  |                 |                                                                      |                                  |                 |        |
| |       |                                                                  |                 |                                                                      |                                  |                 |        |
| 17 | 5     | «Creed, OK» (рус. «Крид, Оклахома»)                              | Джереми Подесва | Трейси Торме                                                         | Крид (Оклахома)                  | 6 февраля 2005  | N/A    |
| Адрес на посмертной маске Скаддера приводит Бена в город Крид, штат Оклахома, к её создателю — Эвандеру Геддесу. Пережив чудовищное испытание в мастерской Геддеса, Бен узнаёт, что Скаддер всё ещё жив. Рути подходит к Софи и рассказывает о том, что видит мертвецов, и девушка начинает видеть свою мать. Страуд пересекается с карнавалом и злит Джонси разговорами о возможной аварии чёртова колеса, а Самсон пытается сбить его со следа и отправляет к «Цирку братьев Дэйли». Поздним вечером Софи гадает Бену на картах, что приводит к появлению видений о Скаддере в смокинге, о человеке, изуродованном шрамами до неузнаваемости, о месте с воющими на луну собакой и волком и о поцелуе Софи и Бена в пустыне. Просматривая фотоальбом Самсона, Бен узнаёт место из видений — Дамаск, штат Небраска. · У Долана есть неопровержимое доказательство того, что Айрис что-то скрывает. После разговора с братом, Айрис даёт Долану записать своё признание. Джастин получает по почте маску Бена. |       |                                                                  |                 |                                                                      |                                  |                 |        |
| |       |                                                                  |                 |                                                                      |                                  |                 |        |
| 18 | 6     | «The Road to Damascus» (рус. «Дорога к Дамаску»)                 | Такер Гейтс     | Дон Прествич и Николь Йоркин                                         | N/A                              | 13 февраля 2005 | 1,5    |
| По дороге в Дамаск карнавал встречает циркачей из сгоревшего шоу братьев Дэйли. Не зная, что к пожару приложил руку Страуд, все подозревают бывших владельцев цирка. Феликс признаётся Рите Сью в растущих материальных проблемах, а затем ввязывается в драку с Джонси из-за Либби. У Лилы происходит странная встреча с Рути, напомнившая о Лодзе. Бен и Софи весь день проводят вместе и становятся любовниками. Сразу же после того, как Бен уходит из карнавала, чтобы найти Страуда, карнавал уезжает, но Софи остаётся. · Страуд решает, что «если хочешь кого-то найти, опереди его». · Ведётся подготовка к публичному признанию Айрис, но полиция загадочным образом арестовывает Долана и обвиняет его в преступлении. Награды и номинации: - Две номинации «Эмми» — за «Лучшую операторскую работу в снятом одной камерой сериале» и «Лучший дизайн костюмов в сериале» |       |                                                                  |                 |                                                                      |                                  |                 |        |
| |       |                                                                  |                 |                                                                      |                                  |                 |        |
| 19 | 7     | «Damascus, NE» (рус. «Дамаск, Небраска»)                         | Алан Тейлор     | Сюжет: Уильям Шмидт Телесценарий: Джон Дж. Маклафлин                 | Дамаск (Небраска)                | 20 февраля 2005 | N/A    |
| В то время как самой обсуждаемой темой в карнавале становится отсутствие Софи, Джонси и Либби становятся любовниками. В то же время Бен приезжает в бывший гостиничный номер Скаддера, где у него снова появляются видения о мужчине с обезображенным кислотой лицом, а затем Бен находит этого человека у гостиничной регистрационной стойки и исцеляет его. Оказывается, что этот мужчина и есть Скаддер. Оба сбегают от преследования Страуда и направляются к карнавалу, где Скаддер рассказывает Начальству, что врагом Бена является Алексей Беляков, сын Начальства. Когда разгневанное Начальство нападает на Скаддера, Бен приходит на помощь отцу и наносит Начальству множество ударов кинжалом, который дала ему бабушка. · Брат Джастин испытывает видения о своей грядущей смерти, связанной с колесом обозрения. Скорая помощь увозит ещё одну горничную из дома Кроу с диагнозом «нервное расстройство». На своей радиопроповеди брат Джастин выступает против руководства. Награды и номинации: - Две номинации «Эмми» — за «Лучший визаж в сериале, мини-сериале, фильме или специальной телепередаче» и «Лучшую работу художника-постановщика в снятом одной камерой сериале» |       |                                                                  |                 |                                                                      |                                  |                 |        |
| |       |                                                                  |                 |                                                                      |                                  |                 |        |
| 20 | 8     | «Outskirts, Damascus, NE» (рус. «Окраина Дамаска, Небраска»)     | Тим Хантер      | Дэниел Науф                                                          | Дамаск (Небраска)                | 27 февраля 2005 | N/A    |
| Перед своей смертью Начальство передаёт Бену видение, в котором сообщает способ убийства Привратника. Бен рассказывает Самсону обстоятельства смерти Начальства и говорит, что теперь он обладает теми же знаниями. Также он рассказал о намерениях Страуда и о его связи с Привратником. Самсон начинает верить ему только тогда, когда Рути рассказывает о том, что видела Скаддера и лысого человека, думая что они — мертвецы. В разговоре с Лилой Рути отвергает предположение о своём лунатизме. В семье Дрейфуссов начинаются проблемы, когда становится известно о состоявшейся свадьбе Либби и Джонси, и тогда они собираются решить их за семейным ужином. Происходит катастрофа на колесе обозрения, и Самсон видит, как Бен по желанию пострадавшей женщины переносит её жизненную силу сыну. Тогда Самсон предлагает свою помощь в управлении карнавалом и соглашается поехать на запад. · В момент смерти Начальства у брата Джастина происходит припадок, и Уилфред Тальбот Смит объясняет это тем, что его враг получил свой дар. Джастин предлагает члену городского совета Темплтону принять участие в своей Нагорной проповеди для Новой Америки. В доме Кроу появляется новая горничная, и ею оказывается Софи. |       |                                                                  |                 |                                                                      |                                  |                 |        |
| |       |                                                                  |                 |                                                                      |                                  |                 |        |
| 21 | 9     | «Lincoln Highway[д]» (рус. «Линкольнское шоссе»)                 | Родриго Гарсиа  | Уильям Шмидт                                                         | Линкольнское шоссе (Вайоминг)[д] | 6 марта 2005    | 1,96   |
| Когда карнавал спокойно пересекает границу с Вайомингом, мужчина, потерявший жену во время катастрофы на колесе обозрения, похищает Джонси и Либби. На следующее утро Бен узнаёт местонахождение Страуда и Скаддера через астральную проекцию, но на пути к ним сталкивается с Либби, зовущей на помощь. Бен вынужден применить свои исцеляющие способности, чтобы спасти жизнь обмазанному в смоле и перьях Джонси, и случайно излечивает больное колено. Страхи Рути растут, когда она видит надпись на своём зеркале «Софи — это Омега-Л», а Лила по-прежнему внимательно следит за ней. · Айрис слышит, как Джастин рассказывает Норману о своих ночных кошмарах — о том, что карнавал, скрывающий врага, приближается. В тот же день она устраняет ещё одного возможного врага и опаздывает на провозглашение Темплтона кандидатом в члены Конгресса. Норман стреляет в Джастина, и тот удивляет собравшуюся толпу, прощая стрелявшего. Айрис понимает, что нашла нового союзника для своего плана, направленного против Джастина. Награды и номинации: - Две номинации «Эмми» — за «Лучшую музыку в сериале (подчеркивающую драматизм)» и «Лучшую операторскую работу в снятом одной камерой сериале» |       |                                                                  |                 |                                                                      |                                  |                 |        |
| |       |                                                                  |                 |                                                                      |                                  |                 |        |
| 22 | 10    | «Cheyenne, WY» (рус. «Шайенн, Вайоминг»)                         | Тодд Филд       | Трейси Торме                                                         | Шайенн (Вайоминг)                | 13 марта 2005   | N/A    |
| Бен отвозит Либби и Джонси к месту остановки карнавала, и Либби остаётся там, а Джонси и Бен едут в мотель из видения Бена. Страуд и Скаддер уже уехали оттуда, но Бен видит газетную статью о неудавшемся покушении на жизнь проповедника из своих видений. Бен просит клерка из мотеля отвезти газету Самсону за деньги, а сам с Джонси уезжает в Нью-Канаан. В цирке Лодзь в теле Рути приходит ночью к Лиле и рассказывает об обстоятельствах своей смерти. Либби случайно проговаривается матери об исцелении Джонси, а Самсон после прочтения статьи в привезённой газете отдаёт распоряжение собираться. · Страуд привозит одурманенного Скаддера к брату Джастину, и тот собирается убить его, но Уилфред Тальбот Смит останавливает его и предотвращает катастрофу. Айрис понимает, что Софи — её племянница, а Джастин, поняв замысел сестры, передаёт Софи обязанность ухаживать за Норманом. Ночью Скаддера убивает пришедшего к нему Смита и угоняет машину Страуда, но ожидающий в машине Джастин отрубает ему голову. |       |                                                                  |                 |                                                                      |                                  |                 |        |
| |       |                                                                  |                 |                                                                      |                                  |                 |        |
| 23 | 11    | «Outside New Canaan» (рус. «Подъезжая к Нью-Канаану»)            | Дэн Лернер      | Сюжет: Джон Дж. Маклафлин Телесценарий: Дон Прествич и Николь Йоркин | Нью-Канаан (Калифорния)[а]       | 20 марта 2005   | N/A    |
| Поскольку Бен не оставляет мысли об убийстве своего врага, Джонси один уезжает к карнавалу за помощью. На месте он видит, что Лила поднимает бунт против Самсона и, возможно, несуществующего Начальства, но когда Джонси показывает своё исцелённое колено, он получает поддержку людей для дела Бена. Карнавал останавливается в Нью-Канаане. В то же время Айрис встречает Бена с топором в спальне Джастина и направляет его к озеру, где проходит крещение. Там он сталкивается с Софи и рассказывает ей, что Джастин — дьявол, но девушка не верит ему. Однако позже, услышав разговор брата и сестры Кроу, ведущийся по-русски, и найдя маску Бена в ящике стола, Софи отворачивается от Джастина. Награды и номинации: - * Две номинации «Эмми» — за «Лучшее парикмахерское искусство в сериале» и «Лучшую работу художника-постановщика в снятом одной камерой сериале» |       |                                                                  |                 |                                                                      |                                  |                 |        |
| |       |                                                                  |                 |                                                                      |                                  |                 |        |
| 24 | 12    | «New Canaan» (рус. «Нью-Канаан»)                                 | Скотт Уинант    | Сюжет: Трейси Торме Телесценарий: Дэниел Науф                        | Нью-Канаан (Калифорния)[а]       | 27 марта 2005   | 2,4    |
| Узнав, как работает сила Бена, Самсон разрабатывает грандиозный план. Либби и Джонси открыто говорят о чувствах мужчины к Софи, а Айрис рассказывает о своих грехах Норману. Тем временем Софи видит свою мать, и идя за ней, заходит в комнату Джастину и видит его татуировку на груди. Проповедник требует рассказать, где Бен, но Софи отказывается, и Страуд отвозит её в заброшенную хижину и запирает. Там девушка испытывает серию видений — своё прошлое в карнавале, Джастина, татуированного человека, Аполлонию, а в конце — себя с чёрными глазами Джастина, говорящую: «это твой Дом». Джонси, Бен и Самсон надеются освободить Софи от влияния Джастина, но когда Самсон с другими работниками карнавала приходят к Айрис за гонораром, они сталкиваются с Джастином и Страудом. Поскольку Самсон отрицает, что знаком с Софи, Страуд говорит Джастину, что это явная ловушка. Поддерживаемый большей частью работников карнавала, Бен организует финальную битву сериала около места расположения цирка. В то время как Айрис с Джастином катаются на колесе обозрения, Бен начинает исцелять зрителей аттракциона, беря силу для этого у проповедника. Испытывая сильную боль, Джастин разрывает на себе рубашку и с криком останавливает колесо обозрения. Затем он идёт в палатку, где проводит исцеление Бен, по пути убивая случайных зрителей и Нормана серпом, которым отсёк голову Скаддеру. Джастин преследует Бена на кукурузном поле и, настигнув, наносит раны в живот и руку. Когда Бен пытается защититься от ударов проповедника, его кинжал ломается, но тогда он вспоминает указания Начальства и осколком лезвия наносит удар в основание ветвей на груди приготовившегося убить его Джастина. Джастин падает, и Бен, загнав лезвие до конца, теряет сознание. В это время Джонси преследует Страуда, поехавшего к месту заточения Софи, и побеждает его, чтобы освободить девушку, но Софи стреляет в Джонси. На следующее утро работники карнавала находят брата Джастина с лезвием в груди и уносят всё ещё живого Бена в лагерь. Стампи и Рита Сью, которым Самсон помог погасить долг, уверяют Либби, что Джонси обязательно скоро вернётся. Софи приходит на кукурузное поле, находит Джастина и кладёт руки ему на грудь. Наблюдая за отъездом карнавала, Айрис видит, как стебли кукурузы погибают вокруг дочери и отца. В это время Бен без сознания лежит на кровати Начальства и уезжает прочь от Нью-Канаана. |       |                                                                  |                 |                                                                      |                                  |                 |        |
| |       |                                                                  |                 |                                                                      |                                  |                 |        |